# زیمرمان (مینه‌سوتا)
زیمرمان، مینه‌سوتا (به انگلیسی: Zimmerman, Minnesota) یک شهر در ایالات متحده آمریکا است که در شهرستان شربرن، مینه‌سوتا واقع شده‌است.

## خصوصیات
زیمرمان ۹٫۲۲ کیلومترمربع مساحت و ۵٬۲۲۸ نفر جمعیت دارد.